# Chênaies et pinèdes de Corse
Chênaies et pinèdes de Corse este o arie protejată (arie de protecție specială avifaunistică — SPA) din Franța întinsă pe o suprafață de 1.029,8 ha, integral pe uscat.

## Localizare
Centrul sitului Chênaies et pinèdes de Corse este situat la coordonatele 9°06′13″N 42°27′47″E / 9.1035°N 42.463°E.

## Înființare
Situl Chênaies et pinèdes de Corse a fost declarat arie de protecție specială avifaunistică în baza directivei 79/409 din 1979 referitoare la conservarea păsărilor sălbatice pentru a proteja 3 specii de animale.

## Biodiversitate
Situată în ecoregiunea mediteraneană, aria protejată nu include niciun habitat protejat.
La baza desemnării sitului se află mai multe specii protejate de  păsări (3): uliu porumbar (Accipiter gentilis arrigonii), acvilă de munte (Aquila chrysaetos), Sitta whiteheadi.